# 双葉駅 (北海道)

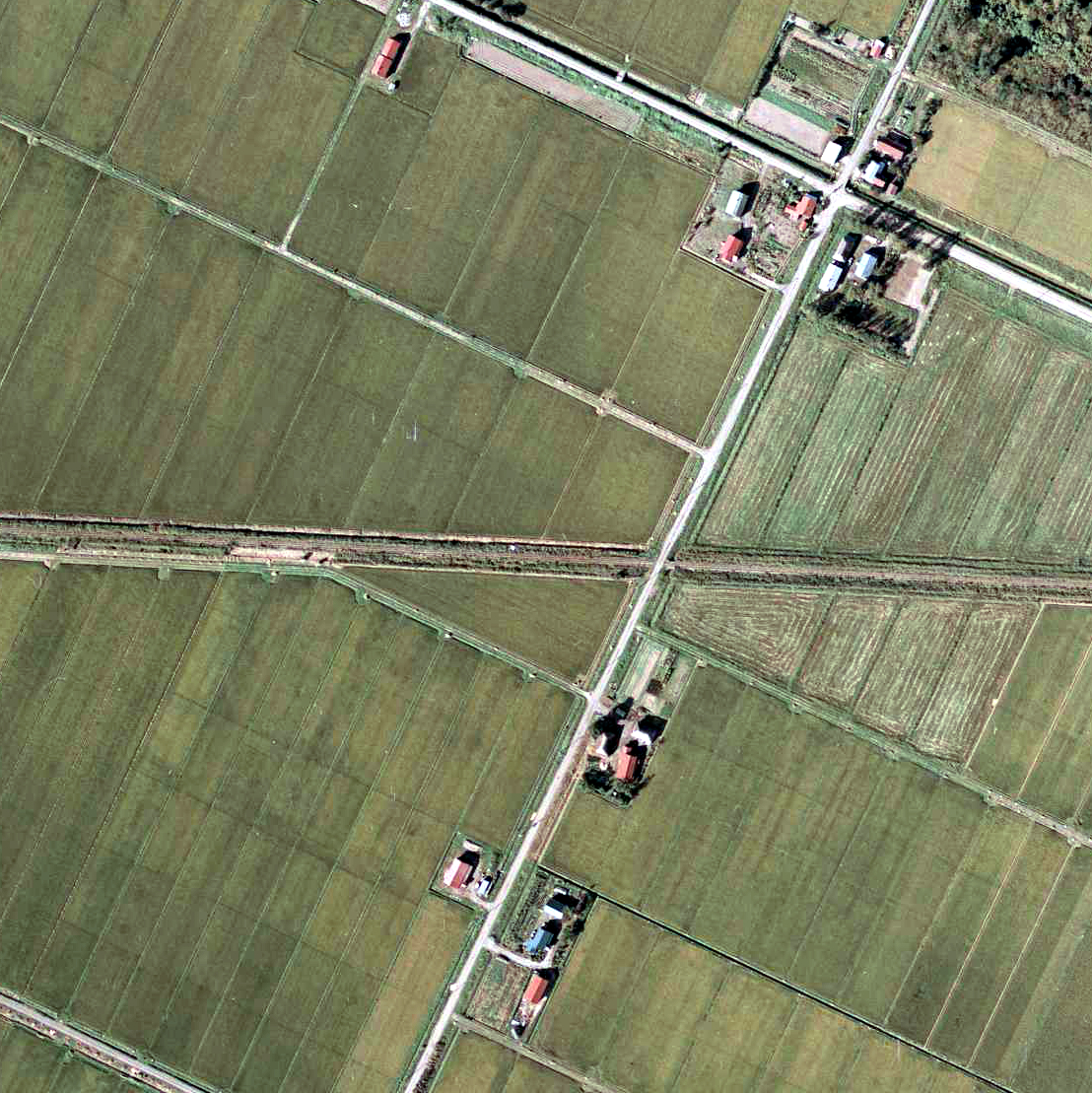
1976年撮影、廃線1年後廃駅2年後の双葉駅跡、周囲500 m範囲。写真中央の本線北側にホームと待合室があったが、その痕跡は付近の路盤の茶色い汚れのみである。すぐ東側に西三線道の踏切があった。なお野幌側（左手）の本線南側に見える草刈り跡は当駅ホームとは直接の関係は無い。国土地理院地図・空中写真閲覧サービス

双葉駅（ふたばえき）は、北海道夕張郡長沼町にあった夕張鉄道の駅（廃駅）である。夕張鉄道線の合理化に伴い1974年に廃止された。

## 歴史
- 1959年（昭和34年）9月22日：開業。
- 1974年（昭和49年）
  - 4月1日：旅客営業休止。
  - 10月1日：廃止。

## 駅構造
単式ホーム1面1線の地上駅で、無人駅だった。ホームは野幌駅に向かって右手（北側）に置かれ、ホーム栗山駅側端近くに待合室を有した。

## 駅周辺
周辺は農業地帯であり、廃線跡は広域農道となっている。

## 隣の駅
夕張鉄道
夕張鉄道線
南幌駅 - 双葉駅 - 北長沼駅